# Gießenbachklamm

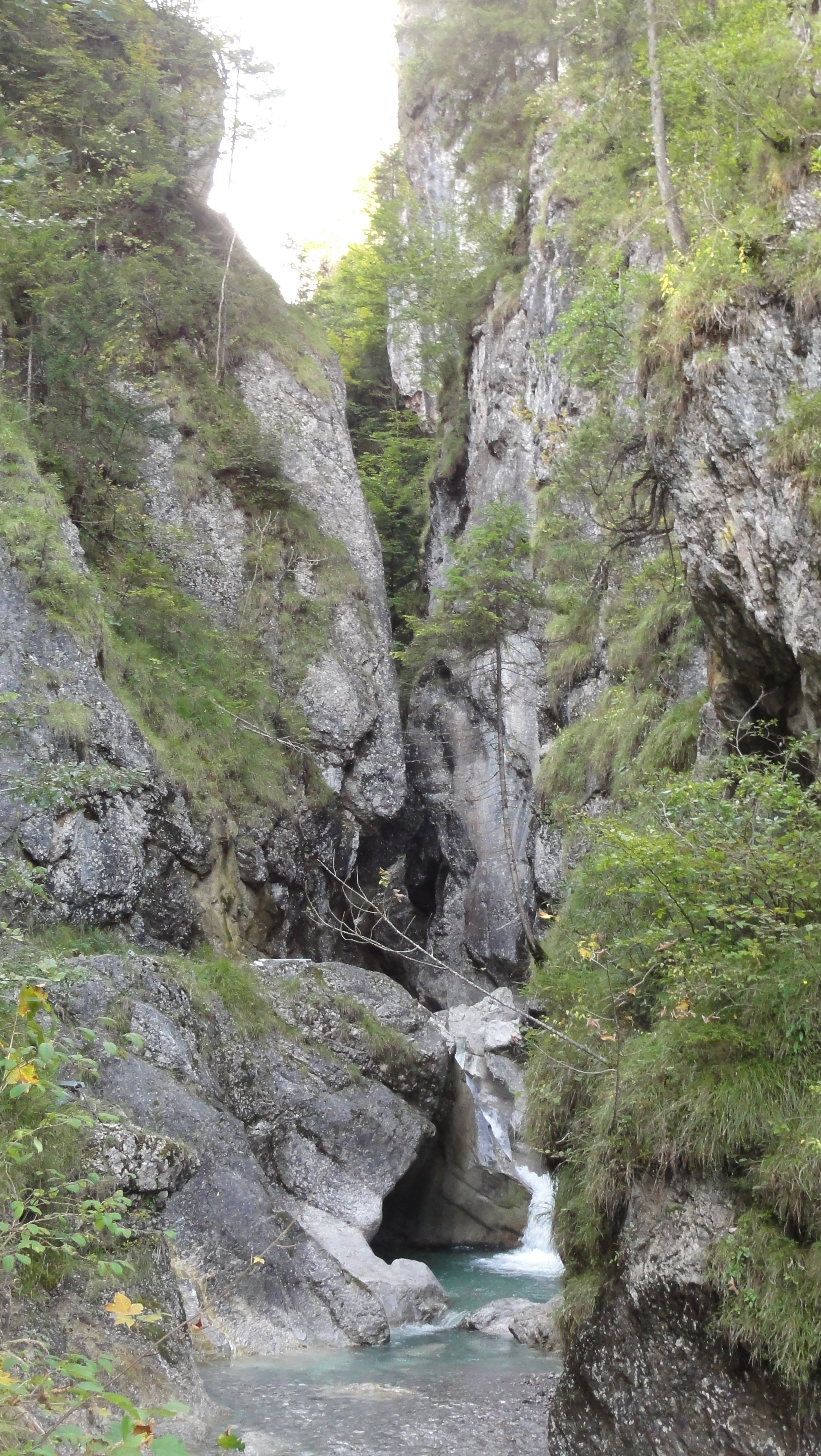
Ansicht des oberen Teils

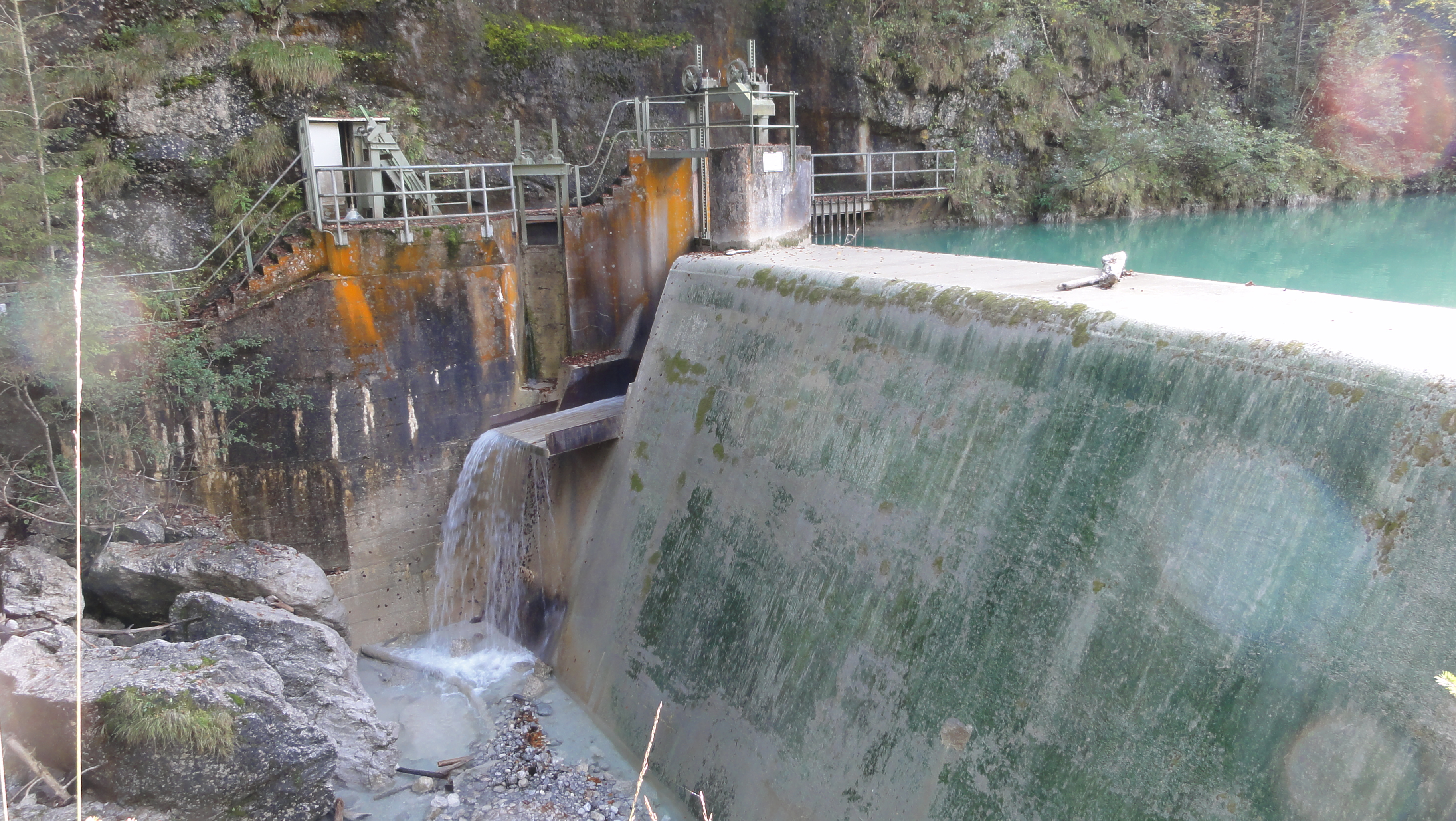
Stausee

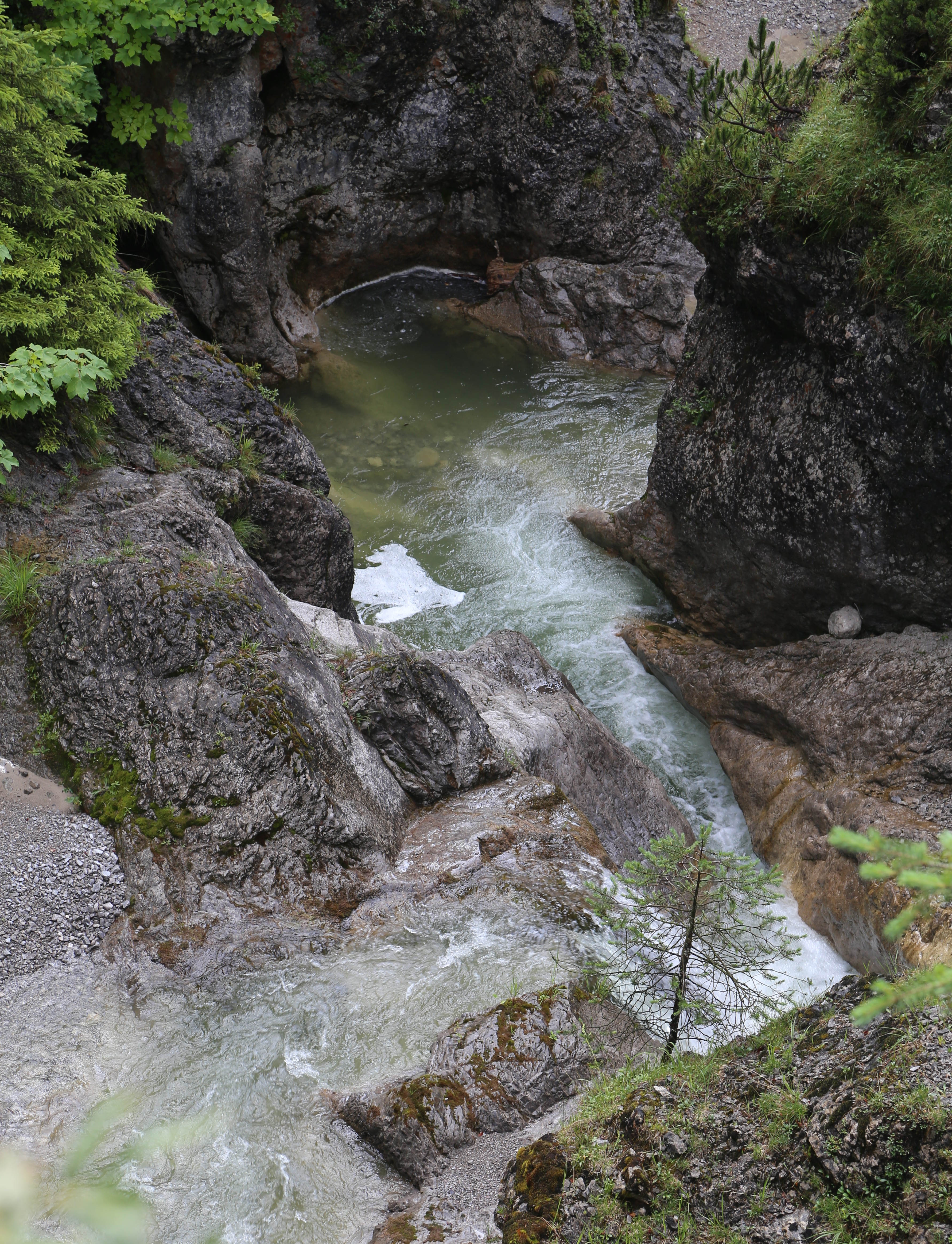
Hintere Gießenbachklamm

Die Gießenbachklamm ist eine dreiteilige Klamm in Breitenau (Kiefersfelden), die vom Gießenbach durchflossen wird.

## Verlauf
Die Gießenbachklamm besteht aus drei Teilen, der Vorderen, der Mittleren und der Hinteren Gießenbachklamm.
Die etwa 350 Meter lange Vordere Gießenbachklamm ist auf der südlichen Seite begehbar, etwa auf 60 Meter über dem Gießenbach. Der Aufstieg erfolgt über 190 Stufen vom Kraftwerk aus. Der Zugang dorthin erfolgt über die Bleier Sag  im Kiefersfeldener Ortsteil Breitenau; dort befindet sich ein großes Wasserrad.
Direkt oberhalb der Klamm ist ein Stausee, der ein kleines Wasserkraftwerk unterhalb der Klamm über ein Rohr versorgt. Durch die Klamm fließt somit nur ein Teil des Gießenbachwassers.
Oberhalb befindet sich die Schopperalm (bewirtschaftet von Mai bis Anfang Oktober) und südlich in etwa 600 Metern Distanz der Trojerhof.
Im weiteren Verlauf des Gießenbachs aufwärts folgt nach der Schopperalm die kaum zugängliche Mittlere Gießenbachklamm und weiter dem Tal folgend kurz vor der Mündung des Alpbachs die Hintere Gießenbachklamm. Letztere ist von der Gießenbachtalstraße etwas einsehbar.
Die Vordere Gießenbachklamm ist ein geowissenschaftlich bedeutendes Geotop.

## Sonstiges
An der Wachtlbahn (Betrieb seit 2017 eingestellt) besteht ein Haltepunkt gleichen Namens; es ist die letzte Station vor der Grenze zwischen Deutschland und Österreich.
Die zweite Licht- und Musikinszenierung „Felsenzauber“ 2014 von Ingo Bracke an der Klamm hatte 8000 Besucher.